# Kildangan
Kildangan is een plaats in het Ierse graafschap County Kildare. De plaats telt 570 inwoners.